# Graffenrieda cucullata
Graffenrieda cucullata är en tvåhjärtbladig växtart som först beskrevs av José Jéronimo Triana, och fick sitt nu gällande namn av Louis Otho Otto Williams. Graffenrieda cucullata ingår i släktet Graffenrieda och familjen Melastomataceae. Inga underarter finns listade i Catalogue of Life.